# Voyager Golden Record

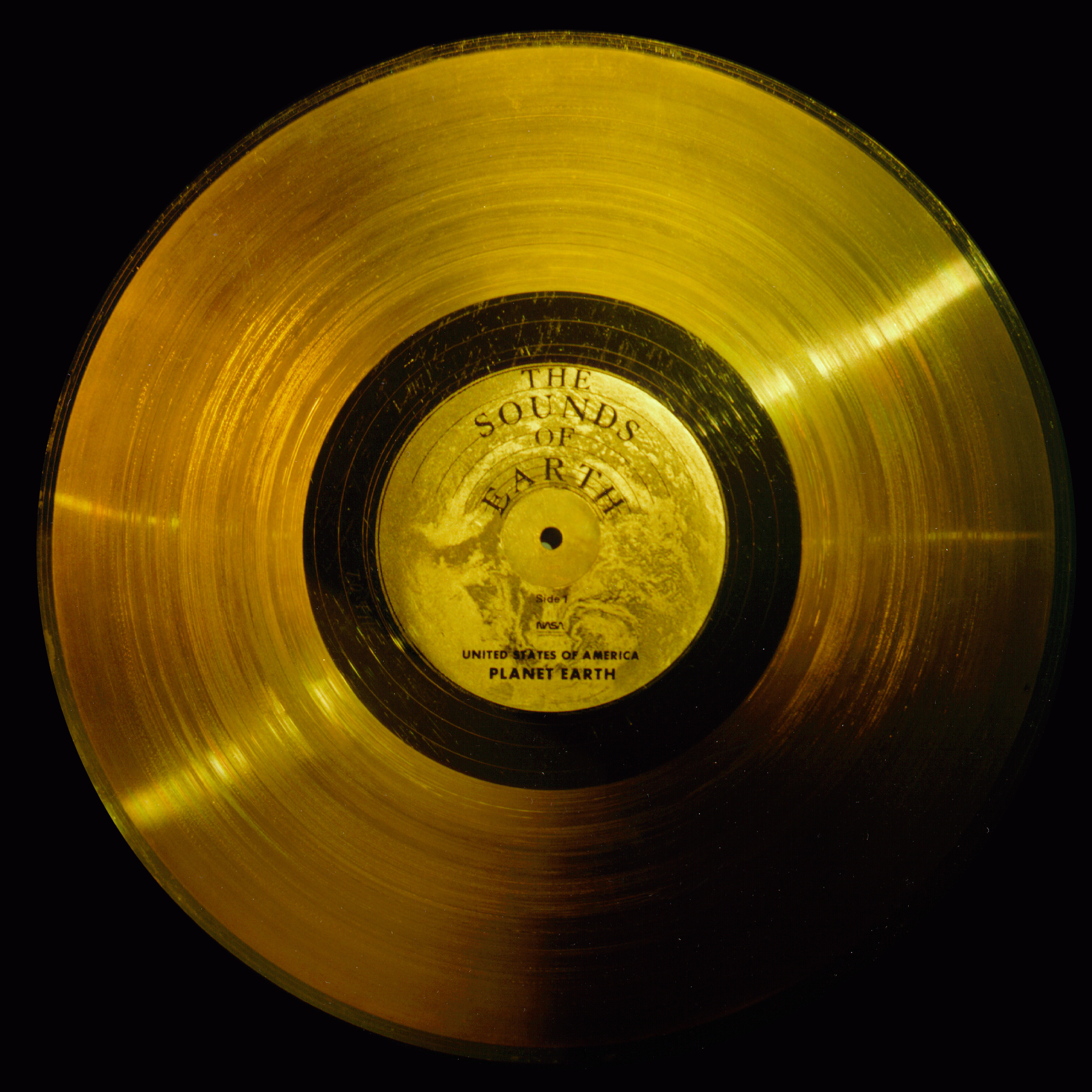
Le Voyager Golden Record.

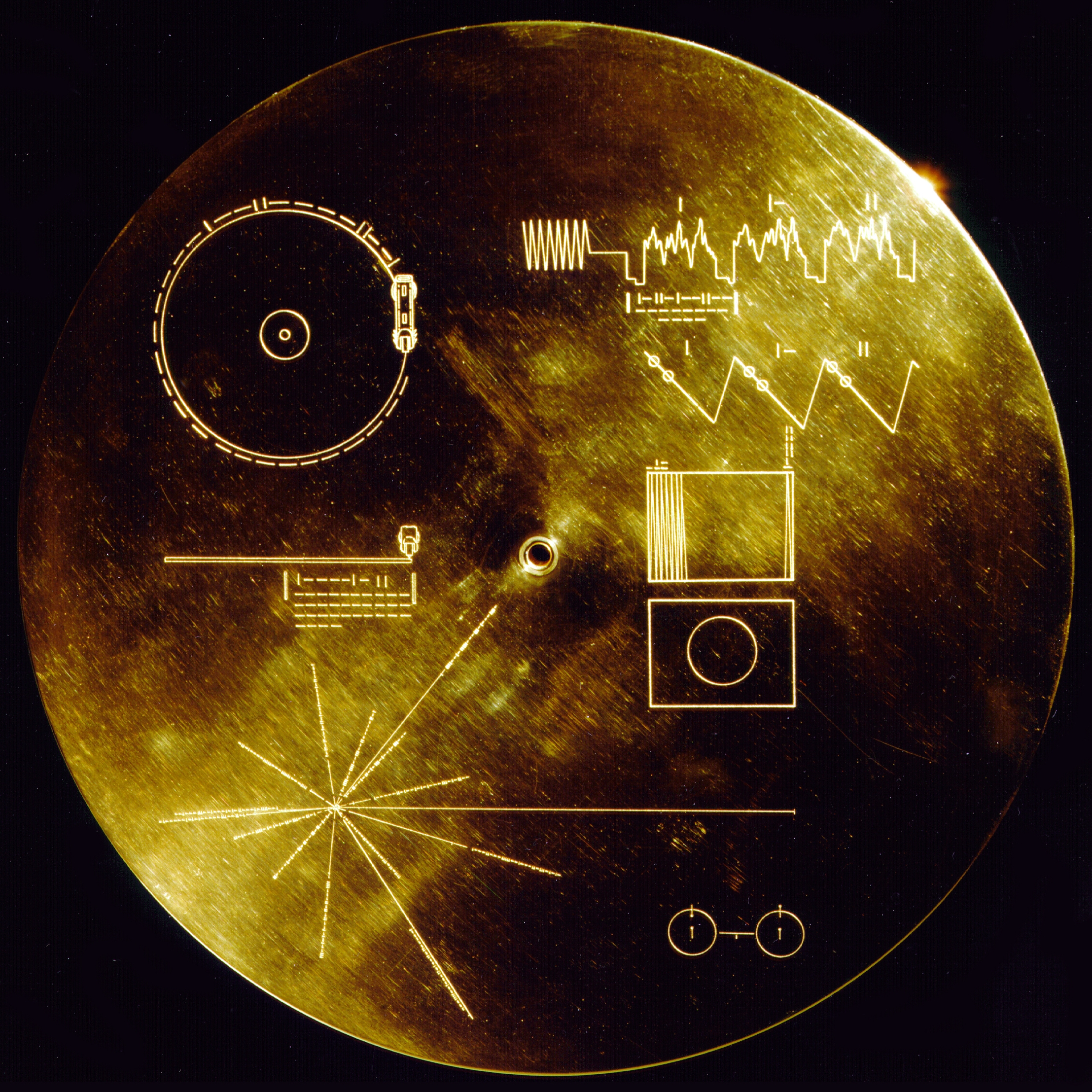
Le couvercle du Voyager Golden Record.

Le disque d'or de Voyager (ou Voyager Golden Record) est un disque intitulé The Sounds of Earth (« Les sons de la Terre ») et embarqué dans les deux sondes spatiales Voyager, lancées en 1977, servant de « bouteille à la mer interstellaire » destinée à d'éventuels êtres extraterrestres.
D'un diamètre de 30 centimètres, il comprend de nombreuses informations sur la Terre et ses habitants, sous forme d'images et de sons, dressant un portrait de la diversité de la vie et de la culture terrestre : photographies de la terre, d'humains, de la nature, enregistrements sonores de bruits du vent, du tonnerre, d'animaux, de cris de nourrisson et de musique classique et populaire, de Mozart à Chuck Berry en passant par de la musique traditionnelle de différentes régions du monde.
Le disque est accompagné du stylet permettant sa lecture, et d'une source d'uranium 238 (choisi pour sa période radioactive de l'ordre de 4,5 milliards d'années) permettant de déterminer le temps écoulé depuis le lancement.
La NASA estime que le disque (et la sonde elle-même) survivront plus longtemps que la Terre et le Soleil.

## Genèse du projet
Les sondes spatiales Voyager 1 et 2 s'inscrivent dans la continuité du programme Pioneer.
Les sondes Pioneer 10 et 11, lancées respectivement en 1972 et en 1973, étaient chargées d'explorer les planètes externes du Système solaire. Au terme de leur mission, leur trajectoire devant se poursuivre hors du Système solaire, il fut décidé d'y embarquer un message de l'humanité destiné à d'hypothétiques civilisations extraterrestres, sous la forme d'une plaque de métal présentant quelques informations schématiques sur la Terre et les Hommes.
Avec Voyager 1 et 2, la NASA souhaitait placer sur les sondes un message plus complet, plus éclectique, et communiquer une partie de l'histoire humaine.
Une commission présidée par Carl Sagan de Cornell University effectua pendant près d'une année la sélection des éléments à intégrer dans le disque :
- des photographies de l'environnement (Terre, planètes, paysages…) et d'êtres vivants (plantes, animaux, humains et fabrications humaines…) ;
- des enregistrements sonores de l'environnement (vent, pluie, vagues, geysers…) et d'êtres vivants (animaux, humains, machines…). Parmi les sons humains, une courte déclaration du secrétaire général de l'ONU, Kurt Waldheim, le mot « Bonjour » ou des messages de bienvenue enregistrés dans un grand nombre de langues, mais aussi des musiques de Bach, Mozart, Chuck Berry, Louis Armstrong, des musiques du monde, etc.

Le président des États-Unis de l'époque, Jimmy Carter, a fait graver, aux côtés de celui de Kurt Waldheim, le message suivant sur les disques des sondes Voyager (qui était la conclusion de sa déclaration solennelle à leur sujet) :
« This is a present from a small distant world, a token of our sounds, our science, our images, our music, our thoughts, and our feelings. We are attempting to survive our time so we may live into yours. We hope someday, having solved the problems we face, to join a community of galactic civilizations. This record represents our hope and our determination, and our good will in a vast and awesome universe »
— 
Grégory Rozières dans le Huffington Post.
        
« Ceci est un présent d'un petit monde éloigné, une marque [un témoignage, un souvenir, un échantillon, un aperçu] de nos sons, de notre science, de nos images, de notre musique, de nos pensées et de nos sentiments. Nous essayons de survivre à notre temps de sorte que nous puissions vivre un peu dans le vôtre. Nous espérons un jour, ayant résolu les problèmes auxquels nous faisons face, rejoindre une communauté de civilisations galactiques. Ce disque représente notre espoir, notre détermination et notre bonne volonté dans un univers vaste et impressionnant. »

## Couvercle du disque
Le disque est protégé par un couvercle sur lequel est gravé un schéma explicatif indiquant son mode de lecture. Ce schéma reprend également une partie de la plaque de Pioneer qui avait été embarquée dans les sondes spatiales Pioneer 10 et Pioneer 11, dont les significations sont explicitées ci-dessous.

### Vitesse de lecture

La structure hyperfine telle que représentée sur le Golden Record.

Le cercle en haut à gauche représente le disque. Autour de ce cercle est définie — en binaire (« | » correspond au 1 et « — » au 0) — la vitesse de rotation propre du disque. Celle-ci est exprimée en 0,70 × 10−9 secondes, unité correspondant à la période de transition hyperfine de l’hydrogène (soit une fréquence de 1 420,4 MHz), qui est l’élément le plus abondant dans l’univers. Cette fréquence est suggérée par le schéma stylisé de la structure hyperfine (deux atomes d'hydrogène avec électrons de spin opposés).
Le nombre binaire représenté est 100 110 000 110 010 000 000 000 000 000 000, ce qui correspond à 5 113 380 864 en décimal. Le produit de ce nombre par la période de transition hyperfine de l’hydrogène donne la vitesse de rotation du disque lors de la lecture, soit :
5 113 380 864 × 0,70 × 10−9 = 3,6 secondes par rotation.

## Contenu du disque

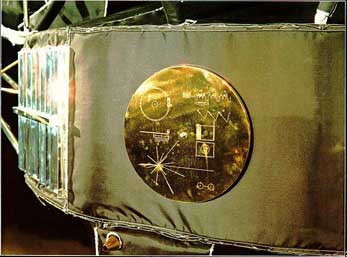
Position du Disque d'or de Voyager sur l'un des côtés de la sonde, avec sa couverture bien visible.

La NASA a nommé un comité de sélection afin de constituer le contenu du disque. Ce comité fut présidé par l'astrophysicien Carl Sagan de l'université Cornell, accompagné de Frank Drake, Ann Druyan, Timothy Ferris, Jon Lomberg et Linda Salzman Sagan, qui avaient déjà été chargés de la réalisation de la plaque Pioneer. Sagan et ses associés ont rassemblé 116 images, une variété de bruits provenant de la nature par exemple ceux produits par une vague, le vent ou le tonnerre. On trouve également des bruits d'animaux, des chants d'oiseaux et de baleines. En outre, l'équipe de Carl Sagan a ajouté une sélection musicale issue de différentes cultures et époques, d'une durée de 90 minutes, ainsi que des salutations prononcées par des Terriens dans cinquante-cinq langues, et enfin des messages imprimés écrits par Jimmy Carter, président des États-Unis et Kurt Waldheim, secrétaire général des Nations unies.
À la suite des critiques reçues par la NASA envers la plaque de Pioneer, où un dessin au trait représentant un homme et une femme nus avait été jugé « obscène », l'agence spatiale n'a pas autorisé le comité de sélection à inclure la photographie d'un homme nu et d'une femme nue et enceinte sur le disque. À la place, ils n'ont pu inclure que la silhouette d'un couple.
Voici le communiqué officiel du président Carter qui accompagnait son message placé le 16 juin 1977 sur les sondes Voyager :

« Cette sonde spatiale Voyager a été construite par les États-Unis d’Amérique. Nous sommes une communauté de 240 millions d’êtres humains parmi plus de 4 milliards qui habitent la planète Terre. Nous, les êtres humains, nous sommes encore divisés en états-nations, mais ces états vont rapidement devenir une seule civilisation globale.  
Nous lançons ce message dans le cosmos. Il est probable qu’il survive un milliard d’années dans notre futur, quand notre civilisation aura été profondément modifiée et la surface de la Terre grandement transformée. Parmi les 200 milliards d'étoiles de la Voie lactée, quelques-unes — peut-être plus — peuvent abriter des planètes habitées et des civilisations voyageant dans l'espace. Si une telle civilisation intercepte Voyager et peut comprendre les contenus enregistrés sur le disque, voici notre message : [suit le message gravé sur le disque d’or dont le texte et la traduction se trouvent ci-dessus comme résumé de la genèse du projet],. »

### Liste des images de la Terre
Une collection de 116 images et illustrations :
1. Un cercle de calibration
2. Carte de localisation du Système solaire
3. Définitions arithmétiques élémentaires
4. Unités physiques
5. Paramètres du Système solaire (Soleil et planètes rocheuses)
6. Paramètres du Système solaire (planètes gazeuses)
7. Le Soleil
8. Le spectre des couleurs
9. La planète Mercure
10. La planète Mars
11. La planète Jupiter
12. La planète Terre
13. Égypte, Mer Rouge et Nil
14. Définitions de chimie
15. Structure ADN
16. Structure ADN, gros plan
17. Cellules et division cellulaire
18. Anatomie humaine-1
19. Anatomie humaine-2
20. Anatomie humaine-3
21. Anatomie humaine-4
22. Anatomie humaine-5
23. Anatomie humaine-6
24. Anatomie humaine-7
25. Anatomie humaine-8
26. Organes sexuels humains
27. Illustration des gamètes mâle et femelle
28. Conception, spermatozoïde et ovule
29. Ovule fertilisé et première division cellulaire
30. Fœtus humain (illustration)
31. Fœtus humain (photo)
32. Humains mâle et femelle portant en elle un bébé
33. Naissance clinique d'un bébé humain
34. Allaitement au sein
35. Un père malaisien portant son enfant sur son épaule
36. Un groupe d'enfants d'ethnies variées
37. Illustration d'une famille de trois générations et âges
38. Portrait de famille comptant plusieurs générations
39. Illustration de la dérive des continents sur Terre
40. Structure de la Terre
41. Île Heron, Grande barrière de corail, Australie
42. Côte maritime
43. Snake River et Grand Teton, États-Unis
44. Dunes de sable
45. Monument Valley, États-Unis
46. Forêt
47. Feuille
48. Une femme balayant des feuilles mortes
49. Séquoia enneigé
50. Arbre et fleur
51. Insecte et fleur
52. Illustration de l'évolution des vertébrés sur Terre
53. Coquillage
54. Dauphins
55. Banc de poissons et plongeur
56. Crapaud dans une main
57. Humain mesurant un crocodile
58. Aigle
59. Point d'eau africain avec zèbres, gazelles et gnous
60. Jane Goodall filmant des chimpanzés
61. Illustration de bushmans à la chasse au gibier
62. Image de bushmans à la chasse au gibier
63. Homme guatémaltèque
64. Danseuse de Bali
65. Jeunes filles andines
66. Artisan thaïlandais
67. Éléphant
68. Vieil homme avec bonnet, lunettes rondes, barbe et cigarette
69. Vieil homme marchant dans les fleurs avec son chien
70. Alpiniste au sommet d'un pic
71. Gymnaste sur poutre
72. Coureurs du 200 m masculin aux Jeux olympiques de Munich 1972 (Valeriy Borzov au premier plan)
73. Salle de classe
74. Enfants autour d'un globe terrestre
75. Moisson du coton
76. Cueilleur de raisin
77. Femme mangeant des raisins dans un supermarché d'alimentation
78. Plongeur et poisson
79. Bateau de pêche et filet
80. Cuisson de poisson sur grill
81. Dîner familial chinois
82. Photo composite illustrant le lécher, le croquer et le boire
83. Muraille de Chine
84. Construction de maison en Afrique
85. Construction de bâtiment par des Amish
86. Habitation africaine
87. Maison de Nouvelle-Angleterre
88. Maison du Nouveau-Mexique
89. Intérieur de maison avec foyer et artiste peintre
90. Taj Mahal
91. Villa historique anglaise d'Oxford
92. Vue de Boston
93. Bâtiment des Nations unies (jour)
94. Bâtiment des Nations Unies (nuit)
95. Opéra de Sydney
96. Artisan utilisant une perceuse fixe
97. Intérieur d'une usine
98. Musée
99. Rayons X de la main
100. Femme regardant au microscope
101. Circulation de rue au Pakistan
102. Embouteillage automobile en Inde
103. Autoroute avec voitures
104. Pont du Golden Gate
105. Train passager
106. Avion au décollage
107. Aéroport
108. Expédition antarctique
109. Radiotélescope de Westerbook
110. Radiotélescope d'Arecibo
111. Page du livre De mundi systemate d'Isaac Newton
112. Astronaute flottant dans l'espace
113. Lancement de fusée
114. Coucher de soleil avec oiseaux en vol
115. Quatuor à cordes
116. Violon avec partition

### Liste des sons de la Terre
- Harmonie des sphères
- Vent, pluie, vague déferlante
- Chimpanzé
- Feu, parole
- Troupeau de moutons, forgeron, scie
- Cheval, charrette
- F-111 en vol, Saturn V au décollage
- Éruption, tremblement de terre, tonnerre
- Criquets, grenouilles
- Chien sauvage
- Outils primitifs
- Tracteur, riveter
- Train
- Baiser, mère et son enfant
- Boue bouillonnante d’un geyser
- Oiseaux, hyène, éléphant
- Pas, battement de cœur, rire
- Chien apprivoisé
- Message en morse, bateaux
- Tracteur, autobus, automobile
- Signes de la vie, pulsar

### Liste des langues
- Akkadien
- Allemand
- Anglais
- Amoy (langue minnan)
- Arabe
- Araméen
- Arménien
- Bengali
- Birman
- Cantonais
- Chichewa
- Cingalais
- Coréen
- Espagnol
- Espéranto
- Français
- Gallois
- Grec
- Gujarati
- Hébreu
- Hindi
- Hittite
- Hongrois
- Ila (Zambie)
- Indonésien
- Italien
- Japonais
- Kannara
- Latin
- Luganda
- Mandarin
- Marathi
- Néerlandais
- Népalais
- Nguni
- Oriya
- Ourdou
- Pendjabi
- Persan
- Polonais
- Portugais
- Quechua
- Rajasthani
- Roumain
- Russe
- Serbo-croate
- Sotho du Sud
- Sumérien
- Suédois
- Tchèque
- Télougou
- Thaï
- Turc
- Ukrainien
- Vietnamien
- Wu

### Liste des musiques
- Allemagne, Jean-Sébastien Bach, Concerto brandebourgeois no 2, fa majeur, premier mouvement, Munich Bach Orchestra, chef d'orchestre : Karl Richter, soliste : Otto Büchner. 4:40
- Java, Puspawarna (Espèces de fleurs), Pura Paku Alaman gamelan, KRT Wasitodipuro, dirigé et enregistré par Robert E. Brown. 4:43
- Sénégal, percussion, enregistré par Charles Duvelle. 2:08
- Zaïre (actuelle République démocratique du Congo), chant d'initiation d'une fille pygmée du peuple mbuti, dans la forêt équatoriale de l'Ituri, enregistré par Colin Turnbull. 0:56
- Australie, Chansons aborigènes, Morning Star et Devil Bird, enregistré par Sandra LeBrun Holmes. 1:26
- Mexique, El Cascabel, interprété par Lorenzo Barcelata et el Mariachi México de Pepe Villa. 3:14
- États-Unis, Johnny B. Goode, écrit et interprété par Chuck Berry. 2:38
- Nouvelle-Guinée, Chanson de la maison des hommes, enregistré par Robert MacLennan. 1:20
- Japon, shakuhachi, Tsuru no sugomori (Nid de grue) interprété par Gorō Yamaguchi. 4:51
- Allemagne/Belgique, Bach, Gavotte en rondeau issue de la partita no 3 en mi majeur pour violon, interprété par Arthur Grumiaux. 2:55
- Autriche/Allemagne, Mozart, La Flûte enchantée, second air de la Reine de la nuit, no 14, soprano : Edda Moser, Bavarian State Opera, chef d'orchestre : Wolfgang Sawallisch. 2:55
- Géorgie, chœur, Tchakrulo, enregistré par Radio Moscou. 2:18
- Pérou, flûtes andines (kenas) et tambour[6], enregistré par Casa de la Cultura de Lima. 0:52
- États-Unis, Melancholy Blues, interprété par Louis Armstrong et les Hot Seven. 3:05
- Azerbaïdjan, cornemuse, Ugam, enregistré par Radio Moscou. 2:30
- Russie/France/États-Unis, Stravinsky, Le Sacre du printemps, Danse sacrificielle, Columbia Symphony Orchestra, chef d'orchestre : Igor Stravinsky. 4:35
- Allemagne/Canada, Bach, Le Clavier bien tempéré, Livre 2, Prélude et Fugue en do, No.1, piano : Glenn Gould. 4:48
- Allemagne/Angleterre, Beethoven, Symphonie no 5, Premier Mouvement, Philharmonia Orchestra, Otto Klemperer. 7:20
- Bulgarie, Излел е Делю хайдутин (Izlel je Delyo Hajdutin), chanté par Valya Balkanska. 4:59
- États-Unis, Indiens Navajos, Chant de nuit, enregistré par Willard Rhodes. 0:57
- Angleterre, Anthony Holborne, The Fairie Round de Paueans, Galliards, Almains and Other Short Aeirs, interprété par David Munrow et Early Music Consort of London. 1:17
- Îles Salomon, flûtes de pan, enregistré par Solomon Islands Broadcasting Service. 1:12
- Pérou, chanson de mariage, enregistré par John Cohen. 0:38
- Chine, guqin, Liu Shui (Jets débordants), de Bo Ya, interprété par Kuan P'ing-hu. 7:37
- Inde, raga Bhairavi, Jaat Kahan Ho, chanté par Surshri Kesar Bai Kerkar. 3:30
- États-Unis, Dark Was the Night, Cold Was the Ground, écrit et interprété par Blind Willie Johnson. 3:15
- Allemagne/Hongrie, Beethoven, Quatuor à cordes no 13 en si bémol, Opus 130, Cavatina, interprété par le Quatuor Végh. 6:37

#### Bases de données et dictionnaires
- Ressources relatives à la musique :   - MusicBrainz (groupes de sorties)
  - MusicBrainz (sorties)
- Ressource relative à l'audiovisuel :   - IMDb